# اوقات خوب اوقات بد
اوقات خوب اوقات بد (به انگلیسی: Good Times Bad Times) ترانه‌ای از لد زپلین، گروه راک بریتانیایی است. این ترانه اولین ترک از اولین آلبوم استودیویی گروه است که در سال ۱۹۶۹ منتشر شد. برای ضبط این ترانه، گیتاریست گروه، جیمی پیج در سرتاسر استودیو میکروفون کار گذاشت تا ترانه حالت اجرای زنده بخ خودش بگیرد. این ترانه به ندرت در کنسرت‌ها توسط لد زپلین اجرا شد. تنها در موارد معدودی در سال ۱۹۶۹ این ترانه به عنوان مقدمه‌ای برای رابطه بهم‌خورده اجرا شد. مجری تلویزیون و رادیو، فرن کاتون (به انگلیسی: Fearne Cotton) گفته است که این ترانه بهترین ترانه همه دوران‌هاست. همچنین در فیلم مشت‌زن هم این ترانه مورد استفاده قرار گرفته است که از جمله معدود مواردی است که یکی از ترانه‌های گروه لد زپلین در فیلم‌ها مورد استفاده قرار می‌گیرد. همچنین در اولین تریلر فیلم اخاذی آمریکایی و همینطور خود فیلم هم این ترانه مورد استفاده قرار گرفته است که این فیلم توسط دیوید او. راسل کارگردانی شده است (کارگردان فیلم مشت‌زن).